# Briar Faraj
Briar Faraj, född 3 maj 1990, är en svensk fotbollsspelare. Han har även spelat för Borås AIK i Svenska Futsalligan.
Faraj fostrades i Boråsklubben Borås AIK och som sedan gick över till IF Elfsborg som 16-åring. 2011 gick Faraj till IFK Värnamo i Superettan, där han gjorde 17 matcher och 1 mål.